# 科利尼
科利尼（法語：Coligny，法語發音：[kɔliɲi]）是法国东部安省的一个市镇，属于布雷斯地区布尔格区。

## 地理
科利尼（46°22'59"N, 5°20'46"E）面积16.87 平方千米，位于法国奥弗涅-罗讷-阿尔卑斯大区安省，该省份为法国东部省份，北起汝拉省，西北接索恩-卢瓦尔省，西接罗讷省和里昂大都会，南至伊泽尔省，东与萨瓦省、上萨瓦省和瑞士接壤。
与科利尼接壤的市镇（或旧市镇、城区）包括：栋叙尔、皮拉茹、萨拉夫尔、维勒莫捷、瓦勒代皮、莱特鲁瓦堡。

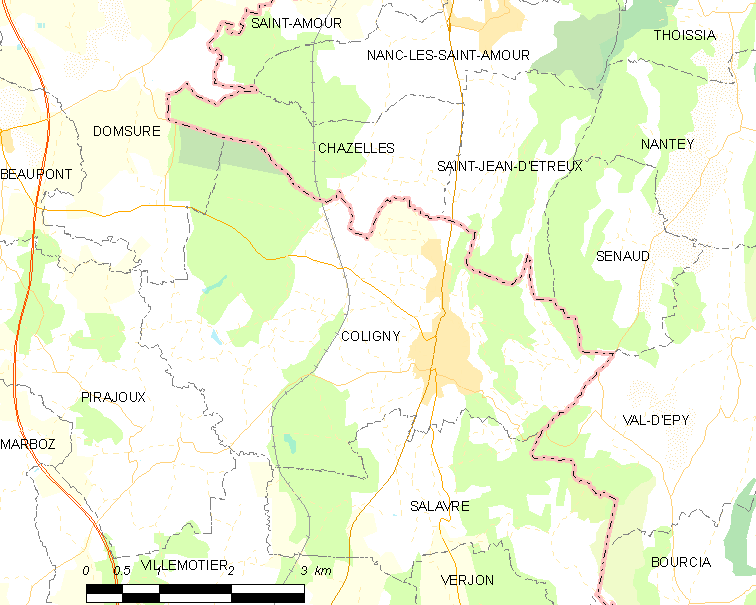
科利尼的OSM定位图

科利尼的时区为UTC+01:00、UTC+02:00（夏令时）。

## 行政
科利尼的邮政编码为01270，INSEE市镇编码为01108。

## 政治
科利尼所属的省级选区为圣艾蒂安迪布瓦县。

## 人口

1962-2008年间科利尼人口变化图示

科利尼于2022年1月1日时的人口数量为1294人。